# Engavetamento

Grandes centros de circulação de veículos como a Avenida Paulista, São Paulo, são cidades sujeitas a engarrafamentos devido o fenômeno do crescimento demográfico e da urbanização.

Engavetamento é uma expressão usada para um acidente com dois ou mais carros, nos quais os carros vão sequencialmente colidindo. Um engavetamento pode acontecer numa rodovia, principalmente em autoestradas, em que um primeiro carro de uma sequência de carros para subitamente, ou em uma encruzilhada onde carros de todas as direções colidem.
Na maioria dos casos um engavetamento é causado por incidência de neblina, neve, percepção visual reduzida e/ou velocidade inadequada.
Em caso de engavetamento, apesar de aparentemente a culpa ser do motorista que parou subitamente, quem bateu no veículo acaba sendo culpado pelas regras do trânsito. As regras são claras: mantenha distância segura do veículo da frente. Isso vale independentemente se o motorista deu uma freiada brusca ou não.
O engavetamento considerado o mais caro da história ocorreu no Japão em 5 de dezembro de 2011 (considerando o horário do país). Oito Ferraris, uma Lamborghini, três Mercedes Benz e um Toyota Prius se envolveram na colisão em cadeia. O prejuízo foi avaliado em 3 milhões de euros (ou 4 milhões de dólares). Segundo uma testemunha, a maioria dos carros corriam de 140 a 160 km/h  em meio à chuva, sendo que a velocidade máxima autorizada na estrada é 80 km/h.